# Модлішевко
Модлішевко (пол. Modliszewko) — село в Польщі, у гміні Ґнезно Гнезненського повіту Великопольського воєводства.
Населення — 419 осіб (2011).
У 1975—1998 роках село належало до Познанського воєводства.

## Демографія
Демографічна структура станом на 31 березня 2011 року:
|          | Загалом | Допрацездатний вік | Працездатний вік | Постпрацездатний вік |
| -------- | ------- | ------------------ | ---------------- | -------------------- |
| Чоловіки | 208     | 49                 | 139              | 20                   |
| Жінки    | 211     | 41                 | 126              | 44                   |
| Разом    | 419     | 90                 | 265              | 64                   |